# De goede visgids
De goede visgids is een door Wouter Klootwijk en anderen geschreven boek, dat werd uitgegeven in 2004. In het boek wordt aangegeven welke vissen wel en welke vissen niet overbevist zijn. De goede visgids is een initiatief van stichting de Noordzee. Een tweede, herziene druk verscheen in 2005 en een derde in 2006.
In het boek staan heel veel vissoorten beschreven die in Nederland te koop zijn. Het boek raadt af om overbeviste vissen te eten maar juist te kiezen voor vissoorten die goed beheerd worden en ruim voorradig zijn. Van elke soort is met een kleurcode aangegeven hoe 'goed' de vis is. Een donkergroene kleur is een 'prima keuze', oranje is een 'tweede keuze' en rood betekent 'liever niet'.

## Bibliografische gegevens
- Klootwijk, Wouter, Christien Absil, Esther Luiten (2004) - De goede visgids. 's-Graveland : Fontaine uitgevers. ISBN 9060976509. OCLC 150445013